# Nagapattinam (distrikt)
Nagapattinam är ett distrikt i Indien.   Det ligger i delstaten Tamil Nadu, i den södra delen av landet, 2 000 km söder om huvudstaden New Delhi. Antalet invånare är 1 616 450.
Följande samhällen finns i Nagapattinam:
- Nagapattinam
- Mayiladuthurai
- Sīrkāzhi
- Vedaraniyam
- Tharangambadi
- Kuthalam
- Tirumullaivāsal
- Velankanni
- Kilvelur